# Taiyō no Ōji Horusu no Daibōken
Taiyō no Ōji Horusu no Daibōken (太陽の王子 ホルスの大冒険, Brasil: Horus: O Príncipe do Sol / Portugal: Hols: O Príncipe do Sol) é um filme animado japonês de aventura e fantasia lançado em 1968, dirigido por Isao Takahata, escrito por Kazuo Fukazawa e produzido pela Toei Animation. A história acompanha Horus, que, a pedido de seu pai, parte em uma aventura para forjar a Espada do Sol e com ela expurgar o mal que envolve o mundo. O elenco conta com Hisako Ōkata, Mikijirō Hira e Etsuko Ichihara.

## Enredo
O jovem Horus acidentalmente acorda Moog, um antigo gigante de pedra, enquanto tenta livrar-se de uma matilha de lobos. Ele consegue arrancar uma espada enferrujada do corpo do gigante, que Moog revelar ser a Espada do Sol, que poderá fazer de Horus o Príncipe do Sol se for reforjada. O pai de Horus, em seu leito de morte, revela que ele e o filho são os únicos sobreviventes de um vilarejo costeiro devastado pelo demônio Grunwald. Ele pede para que Horus retorne para sua terra natal e vingue o vilarejo.
Horus parte em sua jornada com seu companheiro, um urso chamado Koro, sendo logo confrontado por Grunwald. Horus é jogado em um desfiladeiro pelo demônio, porém sobrevive e é resgatado pelos habitantes de um vilarejo próximo, onde em pouco tempo torna-se uma figura heróica. Grunwald envia lobos para atacarem o vilarejo, porém Horus e Koro conseguem afastá-los e os perseguem até outro vilarejo deserto, onde encontra uma menina chamada Hilda. Ela é irmã de Grunwald e está sob sua influência.
Hilda é levada para o vilarejo, onde é bem recebida pelos habitantes, exceto pelo líder local. Ela acaba colaborando com um dos aldeões e envia um enxame de ratos para atacar o vilarejo. O aldeão tenta, sem sucesso, matar o líder, porém consegue culpar Horus pela tentativa e o menino é banido do vilarejo. Ele parte para encontrar Grunwald, porém é confrontado por Hilda, que revela sua verdadeira natureza e relutantemente luta contra Horus. Ele acaba caindo e ficando preso em uma floresta encantada.
Grunwald envia Hilda para matar Horus de uma vez por todas, ao mesmo tempo que lança um ataque contra o vilarejo. Horus escapa da floresta, percebendo que a espada precisa ser reforjada coletivamente para funcionar. Ele supera Hilda e consegue convencer os aldeões o ajudarem a reforjar a espada. Com a Espada do Sol em mãos, e a ajuda do giante Moog, Horus consegue destruir Grunwald. Hilda é libertada do controle de seu irmão e consegue se reunir de volta com Horus e os aldeões.

## Elenco
- Hisako Ōkata como Horus
- Mikijirō Hira como Grunwald
- Etsuko Ichihara como Hilda
- Masao Mishima como Líder da Aldeia
- Kazuo Tachibana e Hiroshi Kamiyama como aldeões
- Eijirō Tōno como Ganko
- Hisashi Yokomori como Pai de Horus e Toto
- Tadashi Yokouchi como Boldo e Moog
- Yukari Asai como Koro

## Produção
A produção de Taiyō no Ōji Horusu no Daibōken começou em 1965, porém só foi completado em março de 1968 devido ao perfeccionismo dos cineastas. Na época, outros longas-metragem de animação na Toei Animation costumavam ficar prontos entre oito e dez meses, e a empresa estava fazendo a transição para produzir um número maior de séries de televisão. O diretor Isao Takahata e o diretor de animação Yasuo Otsuka abordaram o projeto de um maneira mais igualitária, convidando toda a equipe a colaborar com ideias em reuniões de produção; isto possibilitou que o projetista de cena Hayao Miyazaki contribuísse bastante para o desenvolvimento da narrativa e animação.